# Christine Lavant
Christine Lavant (Großedling, 1915. július 4. – Wolfsberg, 1973. június 7.) osztrák költő, író.
Karintiában született egy bányászcsalád kilencedik gyermekeként. Családi neve Thonhauser volt, maga választotta a titokzatos folyónevet művésznevéül. Autodidakta volt: az elemi iskola három osztályát végezte el, kötéssel tartotta fenn magát. Első kötete Rilke lírájának vonzásában fogant; Spindel im Mond (Orsó a Holdban) című kötete már szuverén művészettel adott hangot misztikus és naiv katolicizmusának. 1954-ben Trakl-díjjal tüntették ki. Egy elzárt hegyi faláuban élve a magány egzisztenciális tapasztalatáról ír verseiben.
Napjainkban működik Wolfsbergben egy Christine-Lavant-Gesellschaft (Társaság), mely az Önkormányzattal együttműködve a Christine Lavant Lírapályázatot szervezi.